# Anagarika Dharmapala
Anagarika Dharmapala (Hittetiya, 17 de septiembre de 1864 - 29 de abril de 1933) fue un renovador budista y escritor nacido en Sri Lanka. Fue uno de los colaboradores y financiadores del movimiento de no violencia nacionalista y budista cingalés. Pionero del renacimiento del budismo en la India después de que este había prácticamente desaparecido durante varios siglos, fue el primer budista en los tiempos modernos que predicó el Dharma en tres continentes: Asia, América y Europa.
En su juventud asistió al Vidyodaya Pirivena, establecido en Maradana, donde se benefició de la asociación con destacados monjes como Hikkaduwe Sumangala y Vadhibasinghe Gunananda. Posteriormente junto con Henry Steel Olcott y Helena Blavatsky, los creadores de la Sociedad Teosófica, fue uno de los mayores reformadores del budismo cingalés, y una figura prominente en su difusión en Occidente.
Durante los últimos años de su vida, se vincula con la orden de monjes budistas, siendo conocido con el nombre de Sri Devamitta Dharmapala.